# سرچقا (دالاهو)
سرچقا (دالاهو)، روستایی از توابع بخش مرکزی شهرستان دالاهو در استان کرمانشاه ایران است.

## جمعیت
این روستا در دهستان حومه‌کرند قرار دارد و براساس سرشماری مرکز آمار ایران در سال ۱۳۸۵، جمعیت آن ۳۶۱ نفر (۶۶خانوار) بوده‌است.